# 毛利元純
毛利 元純（もうり もとずみ）は、長門国清末藩第8代（最後）の藩主。

## 生涯
天保3年（1832年）11月6日、豊後日出藩主・木下俊敦の四男として江戸で生まれる。嘉永2年（1849年）に第7代藩主・元承が早世したため、その養子となって嘉永3年（1850年）3月5日に跡を継いだ。嘉永4年（1851年）に叙任している。
幕末期は、本家の長州藩主毛利敬親の代理（名代）として働くことが多く、慶応2年（1866年）の第2次長州征伐では、大村益次郎と協力して石見浜田藩の軍勢を打ち破っている。明治2年（1869年）の版籍奉還で藩知事となり、明治4年（1871年）の廃藩置県で免官された。
明治8年（1875年）3月12日に死去した。享年44。明治24年（1891年）に従三位を追贈された。

## 系譜
- 父：木下俊敦（1802年 - 1886年）
- 母：河瀬氏
- 養父：毛利元承（1833年 - 1849年）
- 正室：美知子（1823年 - 1862年） - 天妙院、毛利斉熙の娘
- 継室：万佐子（1845年 - 1889年） - 毛利熈頼の娘
  - 六女：磯子（1868年 - 1918年） - 吉川経健正室、のち新田忠純夫人
  - 四男：毛利元直（1870年 - 1872年）
- 側室：内田氏
  - 長女：貞子（1854年 - 1890年） - 明月広正夫人
  - 次男：鋼太郎（? - 1858年）
- 側室：久子 - 今井氏
  - 次女：清子（? - 1858年）
  - 長男：毛利元光（? - 1856年）
  - 三女：信子（? - 1855年）
  - 四女：斐子（1860年 - 1914年） - 国司純行夫人
  - 五女：達子（1861年 - ?） - 毛利徹之（親忠）夫人、のち佐々木竜円夫人
  - 六女：籌子（1864年 - 1918年） - 益田精祥夫人
  - 三男：毛利元忠（1865年 - 1913年）